# Liftning

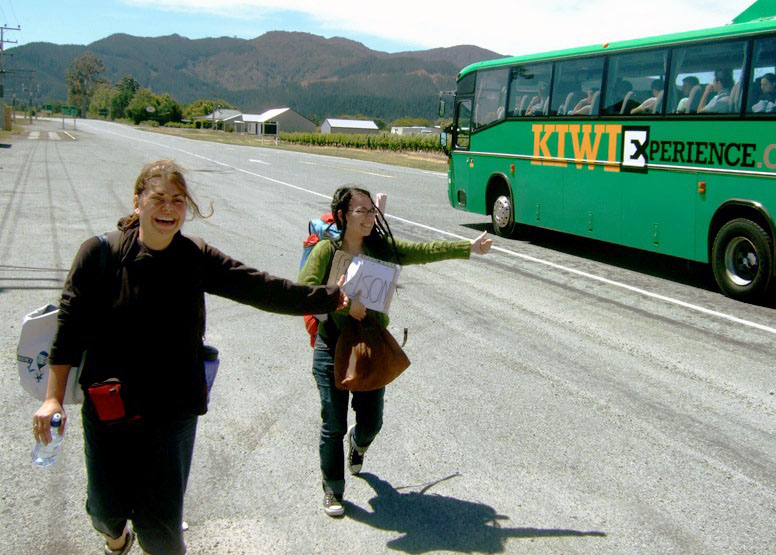
Liftare på Nya Zeeland 2006.

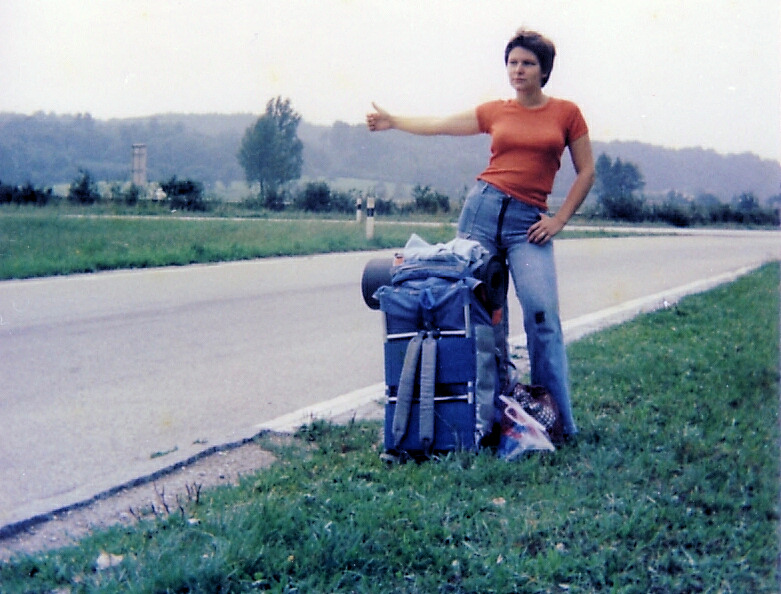
En liftare i Luxemburg 1977.

Liftning är konsten att få skjuts av förbipasserande fordon (såsom bil eller lastbil) för att ta sig från ett ställe till ett annat. En person som använder liftning för att resa kallas för liftare.
Att lifta kan ske över både långa och korta sträckor, och kan vid längre resor inkludera ett flertal liftningar som kedjas ihop. Personer som väljer att lifta gör det oftast av tre anledningar:
- Nödvändighet (Begränsat kapital, inget fordon, har missat buss/tåg, eget fordon har gått sönder etc.)
- Miljö (Hänga med på en resa snarare än att skapa en ny)
- Äventyr (Spontana eller planerade resor, möta nytt och annorlunda folk)

## Synen på liftning jorden över

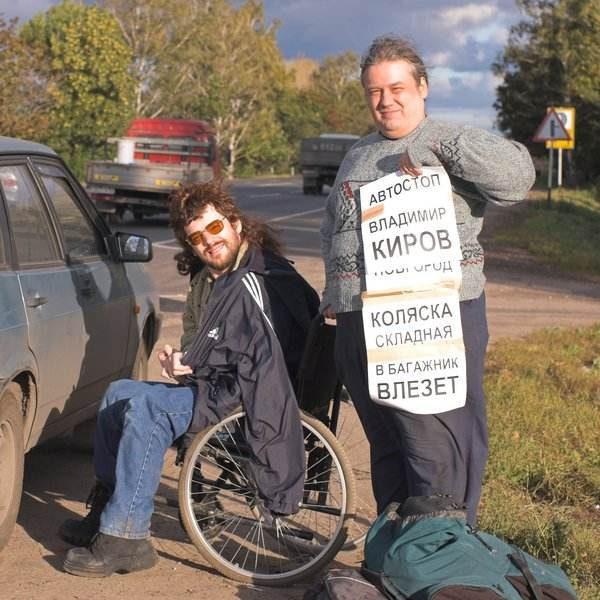

Att lifta kan vara förbjudet i vissa områden, till exempel nära fängelser. I vissa fall kan lokala myndigheter förbjuda det helt. Vissa stater i USA har delvis förbjudit liftning. Det är till exempel olagligt att lifta vid en motorväg, men vanligtvis inte på själva motorvägs-rampen.
I Polen, under kommunistregimen, så institutionaliserades liftningen. Många personer hade formella dokument för att skriva i resor och gav föraren bekräftelse på att resan hade genomförts. Sovjetunionen hade ett kupongsystem som tjänade föraren. Det kan antas att det var liknande i andra kommunistländer. På Kuba är lastbilschaufförer fortfarande skyldiga enligt lag att plocka upp liftare.
I Rumänien är liftning en så stor del av kulturen att förarna ofta förväntar sig få pengar för körningen, vilket gör det till kanske det enda landet i världen där liftning inte ses som något gratis [källa behövs]. Det kan även vara svårt att få tag i lift enbart på grund av den intensiva konkurrensen.
I Östeuropa, särskilt Litauen och Ryssland, har liftning blivit något av en sport. Det finns Liftningsklubbar, skolor, tävlingar, utrustning och så vidare. Mellan 1992 och 1993 gjorde den ryske liftaren Alexey Vorov den första resan runt världen, enbart genom liftning på bilar, plan och båtar.